# Atletismo nos Jogos Pan-Americanos de 1991 - 400 m feminino
As provas dos 400 m feminino nos Jogos Pan-Americanos de 1991 foram realizadas em 4 e 5 de agosto em Havana, Cuba.

## Medalhistas
| Ouro                        | Prata                        | Bronze                         |
| Ana Fidelia Quirot CUB Cuba | Ximena Restrepo COL Colômbia | Jearl Miles USA Estados Unidos |

## Resultados

### Eliminatórias
| Posição | Eliminatória | Nome               | Nacionalidade | Tempo | Notas |
| ------- | ------------ | ------------------ | ------------- | ----- | ----- |
| 1       | ?            | Ana Fidelia Quirot | CUB Cuba      | 50.69 | Q     |

### Final
| Posição           | Nome               | Nacionalidade      | Tempo | Notas |
| ----------------- | ------------------ | ------------------ | ----- | ----- |
| Medalha de ouro   | Ana Fidelia Quirot | CUB Cuba           | 49.61 | PR    |
| Medalha de prata  | Ximena Restrepo    | COL Colômbia       | 50.14 |       |
| Medalha de bronze | Jearl Miles        | USA Estados Unidos | 50.82 |       |
| 4                 | Natasha Kaiser     | USA Estados Unidos | 51.20 |       |
| 5                 | Norfalia Carabalí  | COL Colômbia       | 51.39 |       |
| 6                 | Sandie Richards    | JAM Jamaica        | 52.45 |       |
| 7                 | Cathy Rattray      | JAM Jamaica        | 53.41 |       |
| 8                 | Nancy McLeón       | CUB Cuba           | 54.19 |       |